# ميشيل مارا
ميشيل مارا (بالإيطالية: Michele Mara)‏ (و. 1903 – 1986 م) هو راكب دراجة هوائية إيطالي، ولد في بوستو أرسيتسيو، توفي في ميلانو، عن عمر يناهز 83 عاماً.

## سباقات أو مراحل فاز بها
| التاريخ        | السباق                | المركز                  |
| -------------- | --------------------- | ----------------------- |
| 02 سبتمبر 1928 | 1928 طواف إيميليا     | المركز الثالث           |
| 01 يناير 1930  | 1930 Roma–Napoli–Roma | الفائز في التصنيف العام |
| 30 مارس 1930   | ميلان-سان ريمو 1930   | الفائز في التصنيف العام |
| 26 أكتوبر 1930 | 1930 طواف لومبارديا   | الفائز في التصنيف العام |
| 01 يناير 1931  | طواف فيرزين 1931      | المركز الثالث           |
| 25 أكتوبر 1931 | طواف لومبارديا 1931   | المركز الثاني           |
| 20 مارس 1932   | ميلان-سان ريمو 1932   | المركز الثالث           |
| 17 أبريل 1932  | 1932 Giro di Campania | المركز الثالث           |
| 05 يونيو 1932  | طواف إيطاليا 1932     | السادس في التصنيف العام |

## روابط خارجية
- ميشيل مارا على موقع أرشيف الدراجات (الإنجليزية)
- ميشيل مارا على موقع إحصائيات الدراجات الإحترافية (الإنجليزية)
- ميشيل مارا على موقع CycleBase (الإنجليزية)